# Juan José Juárez Valera
Juan José Juárez Valera (Real de Gandia, 14 de juny de 1962) és un exfutbolista valencià, que ocupava la posició de defensa.

## Trajectòria
Format al planter del València CF, a la temporada 84/85 debuta amb els de Mestalla a primera divisió, en l'únic que encontre que juga eixe any. Es consolida a la temporada 87/88, l'any del descens dels valencians a Segona Divisió, en el qual hi apareix en 18 partits.
No té continuïtat al València i el 1988 marxa al Recreativo de Huelva, on durant dos anys serà titular, ambdós a la categoria d'argent. L'estiu de 1990 fitxa per l'Albacete Balompié, sent peça clau en l'històric ascens dels manxecs a primera divisió, el 1991. El defensa hi jugaria els 38 partits, i marcaria un gol.
A l'any següent, amb l'Albacete a la màxima categoria, segueix sent titular, en 31 partits i dos gols, que van contribuir a fer que El Queso Mecánico (El formatge mecànic) acabara eixa campanya en setena posició.
La temporada 92/93 la passa al Reial Múrcia CF, i a la campanya posterior, hi retorna al País Valencià per militar al Vila-real CF.